# Labourd
Labourd o Lapurdi (en euskera: Lapurdi, en francés: Labourd, en occitano: Labord) es uno de los territorios históricos que conforman el País Vasco francés. El territorio, sin estatus administrativo, se corresponde a grandes rasgos con el del antiguo vizcondado.  
Labourd es uno de los siete territorios de lengua y cultura vasca y donde se habla el dialecto navarro-labortano del euskera, si bien conserva también el occitano en zonas como el Bajo Adur (Baish Ador en gascón), en el extremo noroccidental. En Bayona existe una Académie Gasconne fundada en 1927, que trabaja por la difusión de la lengua y cultura occitana. Ciertos movimientos occitanistas reivindican el Bajo Adur (incluyendo Bayona) como una parte de Gascuña.
Las 41 comunas que lo componen formaban parte del distrito de Bayona y de los cantones denominados: Cantón de Anglet-Norte, Cantón de Anglet-Sur, Cantón de Bayona-Este, Cantón de Bayona-Norte, Cantón de Bayona-Oeste, Cantón de Biarritz-Este, Cantón de Biarritz-Oeste, Cantón de Bidache (parcialmente), Cantón de Ezpeleta, Cantón de Hasparren (parcialmente), Cantón de Hendaya, Cantón de La Bastide-Clairence (parcialmente), Cantón de San Juan de Luz, Cantón de Saint-Pierre-d'Irube y Cantón de Ustaritz, hasta el año 2015, que, manteniendo el distrito, pasaron a formar parte de los nuevos cantones de Baïgura y Mondarrain (10 comunas), Ustaritz-Valles de Nive y Nivelle (9), Nive-Adour (9), San Juan de Luz (4), Hendaya-Costa Vasca-sur (3), País de Bidache, Amikuze y Ostibarre (2), Bayona-1 (2), Bayona-2 (2), Anglet (1), Bayona-3 (1) y Biarritz (1). Algunas de las comunas pertenecen a varios cantones.  
Las ciudades más importantes del País Vasco francés se encuentran en Labourd, y concretamente en el Bajo Adur: Bayona (cuyo nombre latino era Lapurdum, de donde proviene Labourd) y Biarritz. De hecho, la zona urbana más importante de la región es la comunidad de aglomeración Bayona-Anglet-Biarritz (BAB).
Además del francés, en el territorio se hablan el euskera, lengua tradicional de la mayor parte del territorio, y el occitano, lengua tradicional del resto[cita requerida], con regiones mixtas como Bayona. El dialecto del euskera en la zona se denomina labortano, muy próximo al estándar de la lengua vasca culta.

## Localización

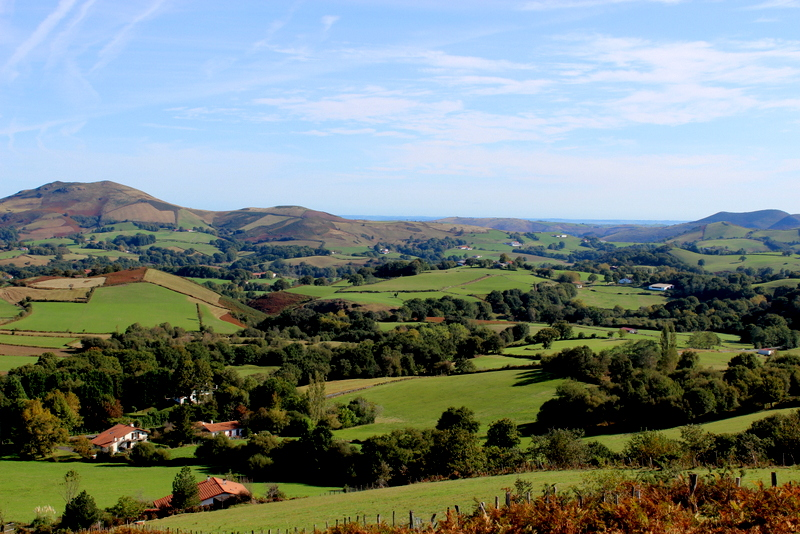
Paisaje de Labourd

Se ubica en el departamento de Pirineos Atlánticos. Limita al norte con las Landas, al este con la Baja Navarra, al sur con España (Comunidad Foral de Navarra al sur, Guipúzcoa al suroeste) y al oeste con el mar Cantábrico (golfo de Vizcaya). El territorio no tiene estatus oficial y se corresponde a grandes rasgos con el de un antiguo vizcondado del mismo nombre junto con Bayona.

## Historia
Los romanos se establecieron en un castrum situado en la actual Bayona, al que llamaron Lapurdum, que ha dejado su nombre a la provincia del Labourd.
Hubo asentamientos vikingos en Bayona durante casi un siglo.
En la Edad Media y hasta el siglo XI formó probablemente parte del ducado de Vasconia.[cita requerida] A mediados del siglo XI pasó a ser un vizcondado dependiente del ducado de Aquitania. El año 1152, al contraer matrimonio Leonor de Aquitania con Enrique II de Inglaterra, pasa a estar bajo soberanía del rey de Inglaterra[cita requerida] hasta 1450. Hacia 1193 desaparece el vizcondado de Labourd, dividiéndose en dos espacios claramente diferenciados: por una parte Bayona, ciudad de habla romance, con sus propios fueros y jurisdicción, y el bailío de Labourd, gobernado por un baile con residencia en Ustaritz. Ambos espacios dependían, junto con otros, del senescal de Gascuña, representante del duque de Aquitania y rey inglés. En el citado año de 1450, los Labourdanos firman un tratado de adhesión con Francia, en el castillo de Belunce, en Ayherre (Baja Navarra). Bayona resistió un año más, pero en agosto de 1451 se rinde a las tropas del rey de Francia.

## Lenguas
- Francés: al igual que en el resto de Francia, es el único idioma oficial y actualmente el más hablado por la población.
- Euskera: lengua vernácula en la mayor parte de Labourd. En la actualidad es hablada por cerca del 26% de la población.[cita requerida] Este porcentaje decrece al 17% en la comunidad de aglomeración BAB (Bayona-Anglet-Biarriz) —ya que se trata de una zona urbana (el predominio del francés en las zonas urbanas es marcado) y la región del Bajo Ador es de habla también gascona— y aumenta hasta el 44% de la población en el resto del territorio. No tiene estatus de cooficialidad con el francés, debido a que la ley francesa no contempla que otros idiomas distintos de aquel puedan ser también oficiales. En el Labourd se habla el Dialecto Labourdano, que se encuentra bastante cercano al estándar culto unificado del euskera (euskera batúa). El Labourd es la cuna de la Escuela de Sara, uno de los primeros episodios de florecimiento de la literatura escrita en euskera, durante el siglo XVII.
- Occitano: lengua romance vernácula en la región del Bajo Adur (Bayona, Anglet, Boucau), donde tradicionalmente ha coexistido con el euskera. En la aglomeración urbana BAB lo habla un 16% de la población. En Bayona, las indicaciones viarias son trilingües (francés, euskera y occitano). El gascón gozó de buena salud hasta la Segunda Guerra Mundial, tras ella fue rápidamente sustituido por el francés.[8]
- Español: hablado especialmente en la zona fronteriza con España (Hendaya), donde un porcentaje importante de la población proviene de Guipúzcoa y de Navarra.

## Comunas

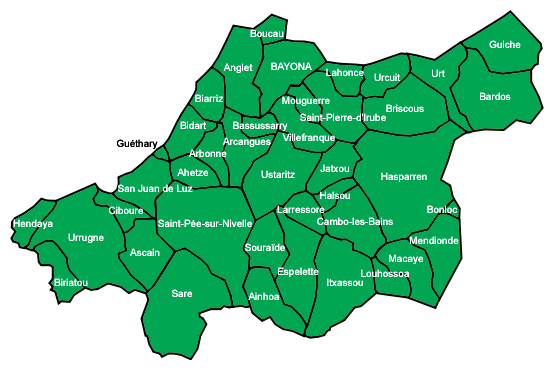
Comunas de Labourd.

Municipios y comarcas de Lapurdi. Año:2024

| Comuna                                                                       | Distrito | Cantón                               | Notas |
| ---------------------------------------------------------------------------- | -------- | ------------------------------------ | --- |
| Ahetze (Ahetze en euskera)                                                   | Bayona   | Ustaritz-Valles de Nive y Nivelle    | |
| Ainhoa                                                                       | Bayona   | Ustaritz-Valles de Nive y Nivelle    | |
| Anglet (Angelu en euskera, Anglet en gascón)                                 | Bayona   | Anglet Bayona-1                      | Considerada parte del Païs Gascón por sectores occitanistas. |
| Arbona (Arbonne en francés)                                                  | Bayona   | Ustaritz-Valles de Nive y Nivelle    | |
| Arcangues (Arrangoitze en euskera)                                           | Bayona   | Ustaritz-Valles de Nive y Nivelle    | |
| Ascain (Azkaine en euskera)                                                  | Bayona   | Ustaritz-Valles de Nive y Nivelle    | |
| Bardos (Bardoze en euskera)                                                  | Bayona   | Nive-Adour                           | Unida administrativamente a Labourd en 1763, pero dependiendo judicialmente del senescal de Came, es decir, de Bidache.                                                              |
| Bassussarry (Basusarri en euskera)                                           | Bayona   | Ustaritz-Valles de Nive y Nivelle    | |
| Bayona (Bayonne en francés, Baiona en euskera y gascón)                      | Bayona   | Bayona-1 Bayona-2 Bayona-3           | Bayona se considera convencionalmente parte de Labourd, si bien dejó de pertenecer al vizcondado en el siglo XII. Considerada parte del Païs Gascón por sectores occitanistas.       |
| Biarritz (Biàrritz en gascón)                                                | Bayona   | Biarritz                             | Considerada parte del Païs Gascón por sectores occitanistas. |
| Bidarte (Bidart en francés)                                                  | Bayona   | San Juan de Luz                      | |
| Biriatu (Biriatou en francés)                                                | Bayona   | Hendaya-Costa Vasca-sur              | |
| Bonloc (Lekuine en euskera)                                                  | Bayona   | País de Bidache, Amikuze y Ostibarre | |
| Boucau (Bocau en gascón, Bokale en euskera)                                  | Bayona   | Bayona-2                             | Perteneciente a Las Landas hasta 1857. Nunca perteneció al Labourd histórico. Considerada parte del Païs Gascón por sectores occitanistas.                                           |
| Briscous (Beskoitze en euskera)                                              | Bayona   | Nive-Adour                           | |
| Cambo-les-Bains (Kanbo en euskera)                                           | Bayona   | Baïgura y Mondarain                  | |
| Ciburu (Ziburu en euskera, Ciboure en francés)                               | Bayona   | San Juan de Luz                      | |
| Ezpeleta (Espelette en francés)                                              | Bayona   | Baïgura y Mondarain                  | |
| Guetaria (Getaria en euskera, Guéthary en francés)                           | Bayona   | San Juan de Luz                      | |
| Guiche (Gixune en euskera)                                                   | Bayona   | Nive-Adour                           | Unida administrativamente a Labourd en 1763, pero dependiendo judicialmente del senescal de Came, es decir, de Bidache.                                                              |
| Halsou (Haltsu en euskera)                                                   | Bayona   | Baïgura y Mondarain                  | |
| Hasparren (Hazparne en euskera)                                              | Bayona   | Baïgura y Mondarain                  | |
| Hendaya (Hendaye en francés, Hendaia en euskera)                             | Bayona   | Hendaya-Costa Vasca-sur              | |
| Itxassou (Itsasu en euskera)                                                 | Bayona   | Baïgura y Mondarain                  | |
| Jatxou (Jatsu en euskera)                                                    | Bayona   | Baïgura y Mondarain                  | |
| Lahonce (Lehuntze en euskera)                                                | Bayona   | Nive-Adour                           | |
| Larressore (Larresoro en euskera)                                            | Bayona   | Baïgura y Mondarain                  | |
| Louhossoa (Luhuso en euskera)                                                | Bayona   | Baïgura y Mondarain                  | |
| Macaye (Makea en euskera)                                                    | Bayona   | Baïgura y Mondarain                  | |
| Mendionde (Lekorne en euskera)                                               | Bayona   | País de Bidache, Amikuze y Ostibarre | |
| Mouguerre (Mugerre en euskera, Moguerra en gascón)                           | Bayona   | Nive-Adour                           | Considerada parte del Païs Gascón por sectores occitanistas. |
| San Juan de Luz (Saint-Jean-de-Luz en francés, Donibane Lohizune en euskera) | Bayona   | San Juan de Luz                      | |
| Semper (Senpere en euskera, Saint-Pée-sur-Nivelle en francés)                | Bayona   | Ustaritz-Valles de Nive y Nivelle    | |
| Saint-Pierre-d'Irube (Hiriburu en euskera)                                   | Bayona   | Nive-Adour                           | |
| Sara (Sare en francés)                                                       | Bayona   | Ustaritz-Valles de Nive y Nivelle    | |
| Souraïde (Zuraide en euskera)                                                | Bayona   | Baïgura y Mondarain                  | |
| Urcuit (Urketa en euskera)                                                   | Bayona   | Nive-Adour                           | |
| Urruña (Urrugne en francés)                                                  | Bayona   | Hendaya-Costa Vasca-sur              | |
| Urt (Ahurti en euskera, Urt en gascón)                                       | Bayona   | Nive-Adour                           | Unida administrativamente a Labourd en 1763, pero dependiendo judicialmente del senescal de Came, es decir, de Bidache. Considerada parte del Païs Gascón por sectores occitanistas. |
| Ustaritz (Uztaritze en euskera)                                              | Bayona   | Ustaritz-Valles de Nive y Nivelle    | |
| Villefranque (Milafranga en euskera)                                         | Bayona   | Nive-Adour                           | |